# مشاور رئیس‌جمهور ایران
مشاور رئیس‌جمهور مقامی است که وظیفه مشاوره دادن به رئیس‌جمهور را در حوزه مشخصی برعهده دارد.

## فهرست مشاوران مسعود پزشکیان (رئیس‌جمهور ایران)
- مشاور عالی (علی طیب‌نیا)
- مشاور سیاسی (مهدی سنایی)

- مشاور آموزشی (شهرام یزدانی)
- مشاور امور تشکل‌ها و احزاب (نورالدین آهی)
- مشاور امور همکاری‌های اقتصادی (معصومه آقاپور)
- مشاور امور روحانیت (سید علی عماد)[۱]

## فهرست مشاوران سید ابراهیم رئیسی (رئیس‌جمهور سابق ایران)
- مشاور امور اقوام و اقلیت‌های دینی و مذهبی (عبدالسلام کریمی)[۲]
- مشاور امور روحانیت (محمد ابوالقاسمی)
- مشاور امور مناطق آزاد تجاری-صنعتی و ویژه اقتصادی (سعید محمد)[۳]
- مشاور امور فرهنگی و اجتماعی (سید محمد حسینی)
- مشاور (سید رضا فاطمی امین)

## فهرست مشاوران حسن روحانی (رئیس‌جمهور سابق ایران)
- مشاور و دبیر ستاد هماهنگی اقتصادی (محمدعلی نجفی)[۴]
- مشاور امور فرهنگی (حسام‌الدین آشنا)[۵][۶][۷]
- مشاور امور روحانیت (حسن نمازی)
- مشاور امور علمی و فناوری (رضا فرجی دانا)
- مشاور امور اقوام و اقلیت های دینی و مذهبی (علی یونسی)

## فهرست مشاوران محمود احمدی نژاد (رئیس‌جمهور سابق ایران)
- مشاور فرهنگی (علی اکبر اشعری)
- ‌ مشاور (مرتضی تمدن)
- ‌ مشاور حقوقی (غلامحسین الهام)
- مشاور مطبوعاتی (علی‌اکبر جوانفکر)
- مشاور رسانه‌ای (مهدی کلهر)
- ‌ مشاور ارشد (سید مجتبی ثمره هاشمی)
- مشاور (محمدشریف ملک‌زاده)
- مشاور امور هنری (جواد شمقدری)
- ‌ مشاور امور روحانیت (محمدناصر سقای بی‌ریا)
- ‌ مشاور امور حمل و نقل (محمد رویانیان)
- مشاور امور منابع انسانی (علی ذبیحی)
- مشاور امور اصناف (محمدرضا اعتمادیان)
- مشاور امور اهل سنت (محمد اسحاق مدنی)

## فهرست مشاوران سید محمد خاتمی (رئیس‌جمهور سابق ایران)
- مشاور عالی (میرحسین موسوی)
- مشاور امور اجتماعی (سید علی‌اکبر محتشمی‌پور ← علی ربیعی)
- مشاور امور رسانه و مطبوعات (هادی خانیکی)
- مشاوران امور اهل سنت (محمد اسحاق مدنی و اسعد شیخ‌الاسلامی)
- مشاور امنیت ملی (خسرو تهرانی ← حسن روحانی)
- مشاور سیاسی (سعید حجاریان ← زهرا رهنورد)

## فهرست مشاوران اکبر هاشمی رفسنجانی (رئیس‌جمهور سابق ایران)
- مشاور اجتماعی (مسیح مهاجری)
- مشاور اقتصادی (ابوطالب شالچیان)
- مشاور امر توزیع (عبدالعلی علی‌عسگری)
- مشاور امر برنامه و بودجه (مسعود روغنی زنجانی)
- مشاور امنیتی (محسن کنگرلو)
- مشاور امور اداری (سید منصور رضوی)
- مشاور امور امنیت ملی (حسن روحانی)
- مشاور امور اهل سنت (محمد اسحاق مدنی)
- مشاور امور زنان (شهلا حبیبی)
- مشاور امور بین‌الملل (علیرضا معیری)
- مشاور امور تحقیقاتی (سید مصطفی میرسلیم ← حسن غفوری‌فرد)
- مشاور امور جوانان (سید مرتضی میرباقری)
- مشاور امور فنی (مجید عباس‌پور)
- مشاور امور مناطق آزاد تجاری-صنعتی و ویژه اقتصادی (مرتضی الویری)
- مشاور بازرگانی و امور اصناف (ابوالفضل توکلی بینا)
- مشاور حقوقی (سید محمد هاشمی)
- مشاور فرهنگی (جواد اژه‌ای)
- مشاور سیاسی (میرحسین موسوی)
- مشاور رئیس‌جمهور (سید محمد خاتمی)

## فهرست مشاوران سید علی خامنه‌ای (رئیس‌جمهور سابق ایران)
- مشاور عالی (سید مصطفی میرسلیم)
- مشاور امنیتی (محمدجواد مادرشاهی)
- مشاور حقوقی (سید محمد هاشمی)
- مشاور فرهنگی (محمدجواد حجتی کرمانی)
- مشاور فنی (مجید عباس‌پور)
- مشاور نظامی (محمد سلیمی)

## فهرست مشاوران سید ابوالحسن بنی‌صدر (رئیس‌جمهور سابق ایران)
- مشاور اقتصادی (فریدون صراف)
- مشاور امور خارجی (سعید سنجابی)
- مشاور امور نهضت‌های آزادی‌بخش (سودابه سدیفی)
- مشاور امور کشاورزی (امیرهوشنگ کشاورز صدر)
- مشاور امور هوایی (امیربهمن باقری)
- مشاور حقوقی (منوچهر مسعودی)
- مشاور صنعتی (اسفندیار درویش)
- مشاور فرهنگی و مطبوعاتی (علی موسوی گرمارودی ← مهدی ممکن)
- مشاور (سید فتح‌الله بنی‌صدر)
- مشاور (سید احمد سلامتیان)
- مشاور (منصور فرهنگ)
- مشاور (هدایت‌الله متین‌دفتری)
- مشاور (سید حسین نواب صفوی)
- مشاور (علیرضا نوبری)